# Pontigny

Pontigny este o comună din centrul Franței, situată în departamentul Yonne, în regiunea Bourgogne.

## Istoric
Aici s-a aflat Abația Pontigny, o renumită mănăstire a cistercienilor, una din cele patru abații primare înființate de abația de la Cîteaux. În mănăstirea Pontigny și-a găsit refugiu între 1164 și 1166 Thomas Becket. Mănăstirea a fost desființată în timpul Revoluției franceze, în contextul descreștinării.